# Kalervo Toivonen
Kalervo Toivonen   (Salo, 22 de gener de 1913 - Turku, 5 de juliol de 2006) va ser un atleta finlandès, especialista en el llançament de javelina, que va competir durant les dècades de 1930 i 1940.
El 1936 va prendre part en els Jocs Olímpics d'Estiu de Berlín, on guanyà la medalla de bronze en la prova del llançament de javelina del programa d'atletisme. Als campionats nacionals sols destaquen quatre terceres posicions en javelina, el 1936, 1937, 1938 i 1943, i una segona en pentatló, el 1936.

## Millors marques
- Llançament de javelina. 71,31 metres (1939)[3]